# Байкальская нерпа
Байка́льская не́рпа, или байкальский тюлень (лат. Pusa sibirica) — один из пресноводных видов тюленей, эндемик озера Байкал, реликт третичной фауны.
Единственное млекопитающее озера Байкал.

## Общая характеристика
Средняя длина тела взрослой нерпы — 165 см (от конца носа до конца задних ластов). Вес от 50 до 130 кг, самки по массе больше самцов. Линейный рост заканчивается к 17—19 годам, а весовой продолжается ещё в течение ряда лет и возможен до конца жизни. Живут нерпы до 55 лет.
В спокойной обстановке скорость движения под водой не превосходит 7—8 км/ч. По другим данным, максимальная скорость перемещения тюленей — 1,5 м/с (5,4 км/ч). Самцы байкальской нерпы перемещаются быстрее, чем самки, во все месяцы, за исключением июля.
Кроме того, с большей скоростью она плавает, когда уходит от опасности. По твёрдой поверхности нерпа передвигается достаточно медленно, перебирая ластами и хвостом. В случае опасности переходит к скачка́м.
Изменения скорости плавания байкальских нерп совпадают с их активностью: в те месяцы, когда животные передвигаются на большие расстояния — возрастает и скорость перемещений. Результаты последнего изучения перемещений байкальской нерпы сотрудниками ФГБУН «ИПЭЭ РАН» при поддержке Фонда «Озеро Байкал» показывают, что молодые байкальские нерпы активно перемещаются в течение июля-сентября. По-видимому, это особенность молодых особей, которым свойственно «бродяжничество». Осенью, в октябре, двигательная активность нерп несколько понижается, что, вероятно, обусловлено приуроченностью к зонам формирующихся льдов. В ноябре-декабре активность их вновь увеличивается, что можно объяснить расселением животных по замерзающему Байкалу, и резко падает в январе-феврале, когда у нерп начинался «оседлый» ледовый период.
По сообщению рыбаков, нерпа попадала в сети на глубине до 200 м, но, как правило, она ныряет на значительно меньшие глубины. В Байкальском лимнологическом музее ИНЦ СО РАН размещена информация, что нерпы живут на глубине до 300 м. Нерпа находит корм в хорошо освещённой зоне (25—30 м) и, по-видимому, не имеет необходимости нырять глубоко. Нерпа способна погружаться до 200 м и выдерживает давление 21 атм. В природе она бывает под водой до 70 мин — этого ей достаточно, чтобы добыть пищу или уйти от опасности.

## Ареал

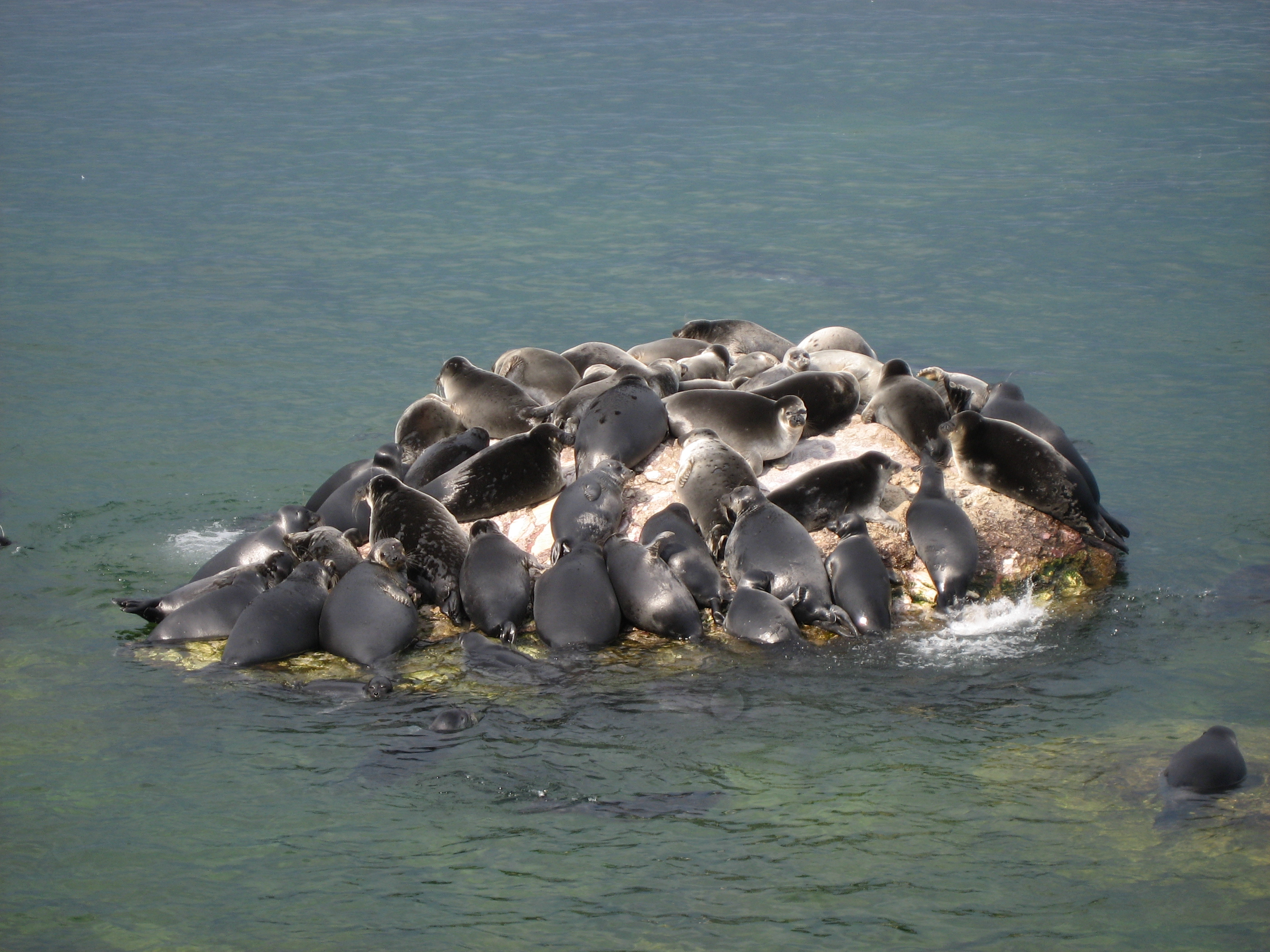
Лежбище

Обитает в озере Байкал, особенно широко в северной и средней его частях (пелагиаль). В июне на берегах Ушканьих островов можно наблюдать большое количество этих животных — острова являются их естественным лежбищем. На закате солнца нерпы начинают массовое движение к островам. Эти животные любопытны и иногда подплывают к дрейфующим судам с заглушённым двигателем, длительное время находясь рядом и постоянно выныривая из воды.

## Эволюция
Байкальская нерпа по современной классификации относится к семейству настоящих тюленей (Phocidae), роду нерп (Pusa). Исследователи (в частности, К. К. Чапский, широко известный в России и за рубежом специалист по ластоногим) считают, что байкальская нерпа произошла от общего с северным кольчатым тюленем предка. При этом родоначальные формы этих двух видов более поздние, чем каспийский тюлень.

## Образ жизни

### Питание
Питанием нерпе служит непромысловая рыба (голомянка, байкальский бычок).
За год взрослая нерпа съедает до 1 тонны рыбы. Основная пища нерпы — голомянко-бычковые рыбы. Байкальский омуль попадается в пищу нерпе случайно и в очень небольшом количестве, не более 1—2 % от суточного рациона.

### Размножение
К 3—4 году жизни самки нерпы становятся половозрелыми, потомство приносят в возрасте 4—7 лет. Самцы достигают половой зрелости на год-два позже. Беременность длится 11 месяцев, из которых первые 3—5 длится эмбриональная диапауза.
За жизнь самка может принести, вероятно, до двадцати и более детёнышей, если учесть, что рожать она способна до 40-летнего возраста. Щенятся самки обычно ежегодно. При этом ежегодно до 10—20 % самок по разным причинам остаются яловыми. Этот период растянут более чем на месяц — с конца февраля до начала апреля.
В некоторых случаях нерпа может приостанавливать беременность — эмбрион прекращает развиваться и впадает в анабиоз, который длится до следующего брачного периода, после чего нерпа рождает сразу двух детёнышей.

### Молодые особи
Детёнышей нерпы рождают в специально подготовленном снежном логове, обычно одного, редко двух, в феврале-марте. Вес новорождённого — до 4 кг. Шкурка детёныша белого цвета. Отсюда его название — белёк. Около 4—6 недель нерпёнок проводит исключительно внутри логова, питаясь молоком матери. Пока детёныш кормится молоком матери, в воду не ныряет. К тому времени, как логово разрушится, он успевает практически полностью полинять. Мать проявляет заботу о малыше, отлучаясь лишь на время охоты. В присутствии матери температура внутри логова достигает +5 °C, в то время как снаружи стоят морозы −15…−20 °C.
Период лактации заканчивается через 2—2,5 месяца. Иногда лактация длится 3—3,5 месяца — наблюдается зависимость от состояния ледового покрова. С переходом на самостоятельное питание рыбой. Нерпята линяют, мех постепенно изменяет цвет на серебристо-серый у 2—3-месячных, а затем и на буро-коричневый — у более старших и взрослых особей.

### Зимовка

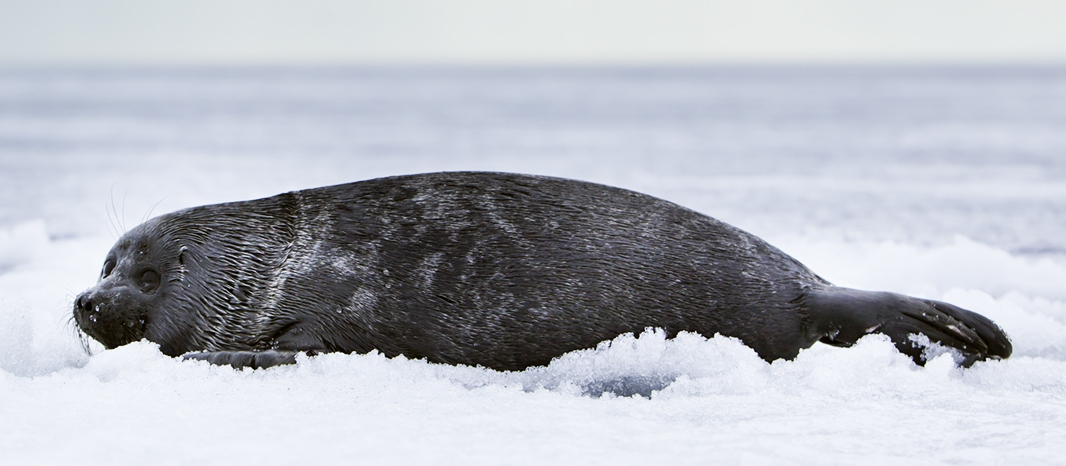
Нерпа на льду

Нерпа зимует на льду в логовищах под снегом на торосистых участках Байкала, часто в нажимах — нагромождениях льдин, образующих навесы. Животное по мере образования льда на поверхности озера создаёт основной про́дух диаметром 1—2 м, поддерживая его в таком состоянии, удаляя наледи.

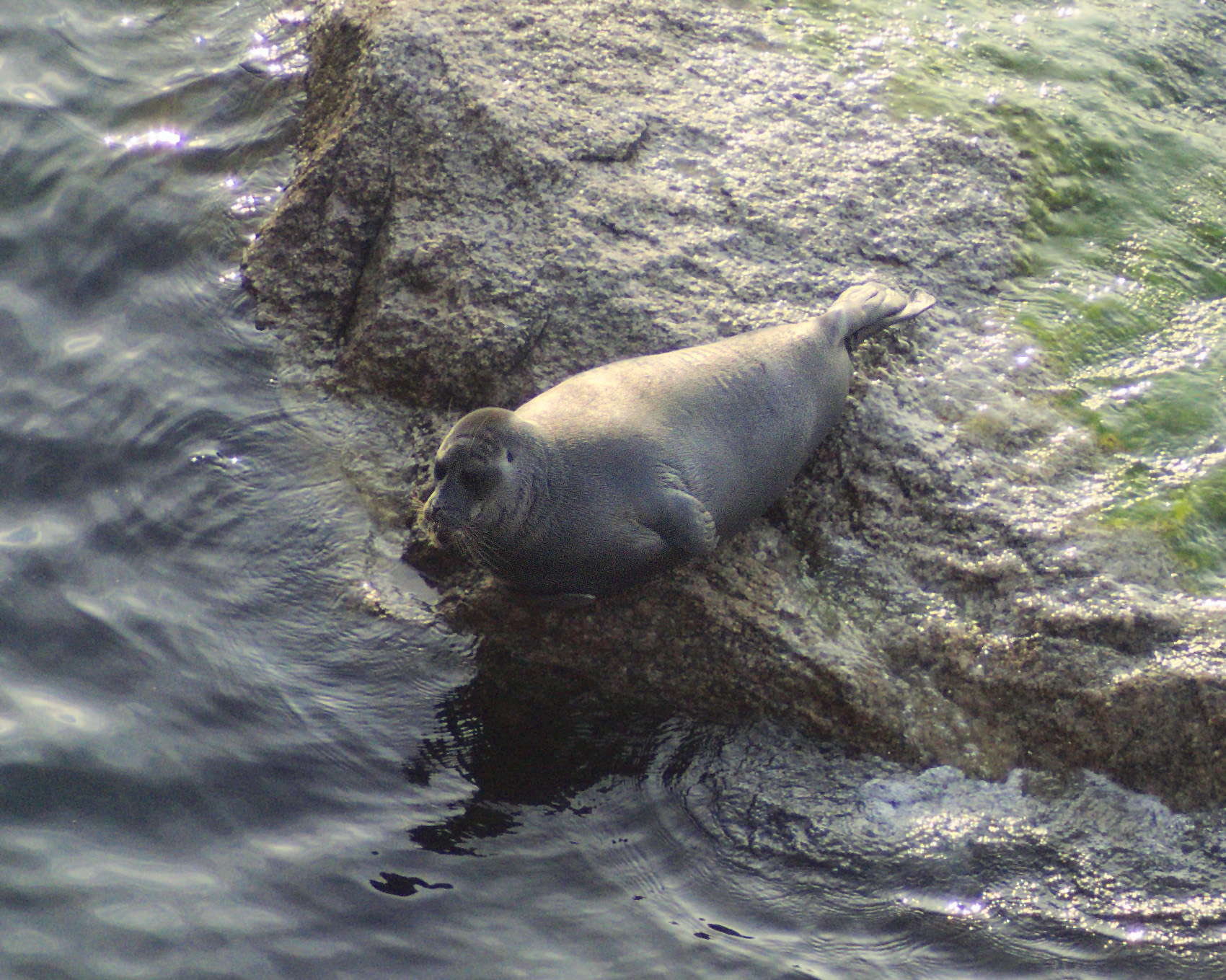
На пляже

Когда озеро сковано льдом, нерпа может дышать только через запасные отдушины-продухи, которые делает, разгребая снизу лёд когтями передних конечностей. Вокруг её логовища до десятка и более вспомогательных продухов, отстоящих от основного на десятки и даже сотни метров. Продухи обычно округлой формы, размером 10—15 см, достаточным для того, чтобы высунуть над водой нос. Отдушины значительно расширяются книзу, имея форму опрокинутой воронки.
Интересно, что способность делать продухи — это врождённый инстинкт. В экспериментальном аквариуме для отдыха нерпы на водной поверхности устанавливалась небольшая плавающая площадка из 5-сантиметрового пенопласта, а остальная часть аквариума — с открытой водой. Молодые нерпята месячного и двухмесячного возрастов проделывали отверстия в пенопласте, разгребая его когтями снизу, выставляли нос и дышали в продухи, хотя рядом была открытая вода. «Насытившись» воздухом, снова уходили под воду. Следует заметить, что нерпята были отловлены в недельном или двухнедельном возрасте, когда они ещё питались молоком матери.

### Сон
По наблюдениям, нерпа спит в воде, так как находится в обездвиженном состоянии довольно долго. Вероятно, сон продолжается до тех пор, пока хватает кислорода в крови. Во время сна нерпы аквалангисты подплывали к ней вплотную, прикасались и даже переворачивали, но животное продолжало спать.

## Экология
Нерпа — вершина в пищевой цепи в экосистеме Байкала. Всего насчитывается от 60 до 130 тысяч особей. Также нерпа отмечена как «вид, близкий к исчезновению» в Красном списке Международного союза охраны природы. В последние годы нерпы страдают от теплых зим — из-за повышенных зимних температур нерпам не хватает льда, пригодного для размножения. Нерпам тяжело адаптироваться и к появлению людей, они уходят с насиженных мест, ищут новые укромные уголки.
Помимо самого выживания нерп, остро стоит вопрос об их взаимоотношениях с соседом по озеру — омулем. Последние годы популяция омуля снижается, в этом можно винить ухудшение экологии и браконьерство. Обвинения в адрес нерп на этот счет не совсем оправданы, рыба для них скорее лакомство, а основная пища — ракообразные. При этом нерпа замыкает пищевые цепи экосистемы Байкала (является хищником высшего порядка), а значит — очень чувствительна к изменениям в нижележащих компонентах экосистемы, и может являться индикатором состояния всего Байкала.
Байкал находится в Байкальской рифтовой зоне, где постоянно регистрируются землетрясения. Увеличение содержания ртути в воде является индикатором близких землетрясений. Ртуть является элементом, который накапливается в тканях и органах живых организмов, включая человека. Байкальская нерпа и паразиты тюленей накапливают ртуть в своих организмах. Поэтому ученые продолжают биогеохимическое изучение компонентов байкальской водной экосистемы как индикаторов изменения химического и экологического состояния Байкала.

### Появление нерпы в Байкале
До сих пор среди учёных нет единой точки зрения, как это животное попало в Байкал. Большинство исследователей придерживаются точки зрения И. Д. Черского о том, что нерпа проникла в Байкал из Ледовитого океана через систему рек Енисей-Ангара в ледниковую эпоху, одновременно с байкальским омулем. Другие учёные не исключают возможности её проникновения по Лене, в которую, как предполагают, был сток из Байкала.

### Первое описание нерпы
Упоминание о нерпе есть в отчётах первых землепроходцев, пришедших сюда в первой половине XVII века. Научное описание впервые сделано во время работы 2-й Камчатской, или Великой Северной, экспедиции, руководимой В. Берингом. В составе этой экспедиции работал отряд на Байкале под руководством И. Г. Гмелина, который разносторонне изучил природу озера и его окрестностей и описал тюленя.
По преданию местных жителей, нерпа одно-два столетия назад встречалась в Баунтовских озёрах. Предполагают[кто?], что нерпа попала туда по Лене и Витиму. Часть естествоиспытателей считает[кто?], что в Баунтовские озера нерпа попала из Байкала и что якобы эти озёра были с ним связаны. Однако достоверных данных, подтверждающих ту или иную версию, пока не получено.

### Популяция нерпы

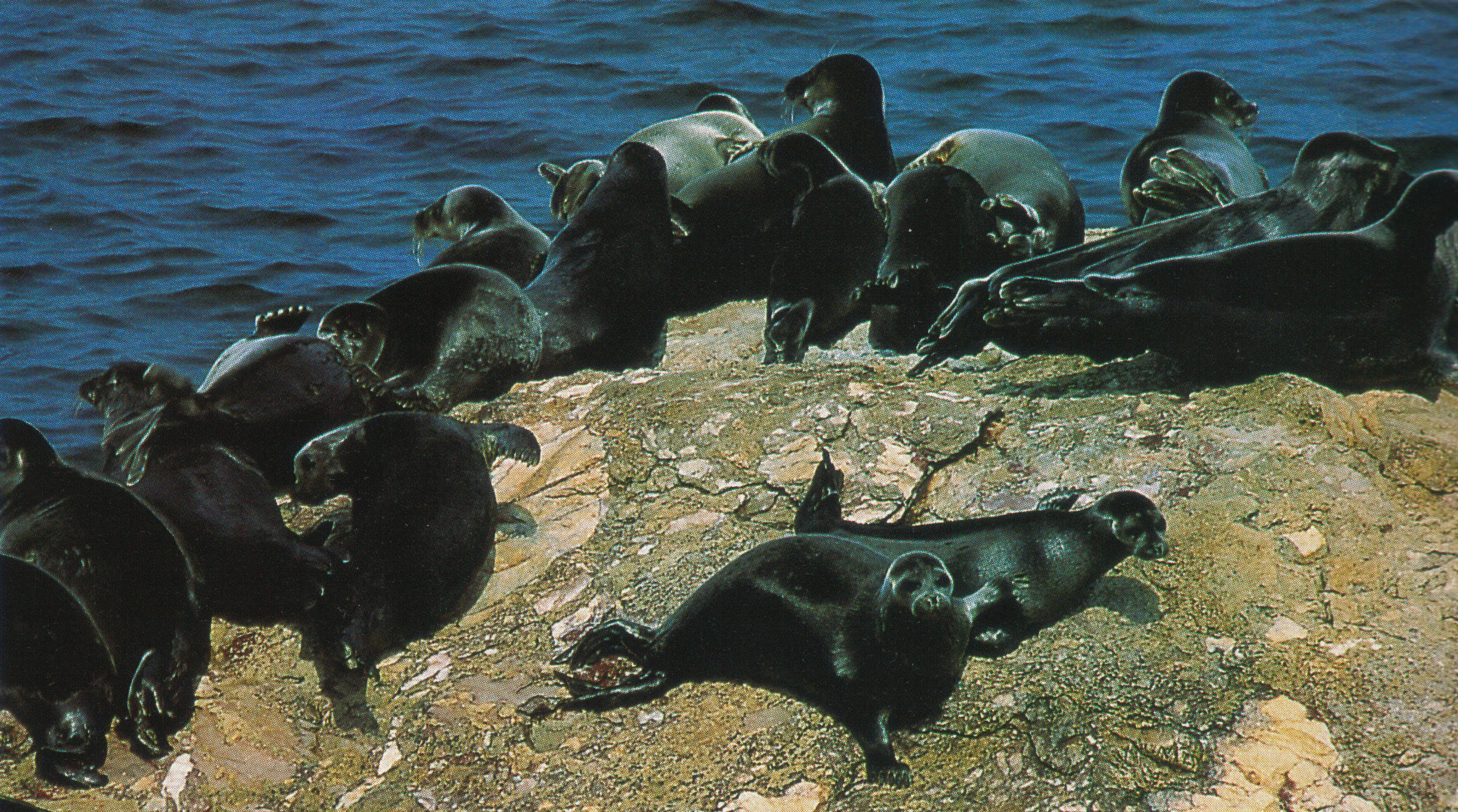
Нерпы

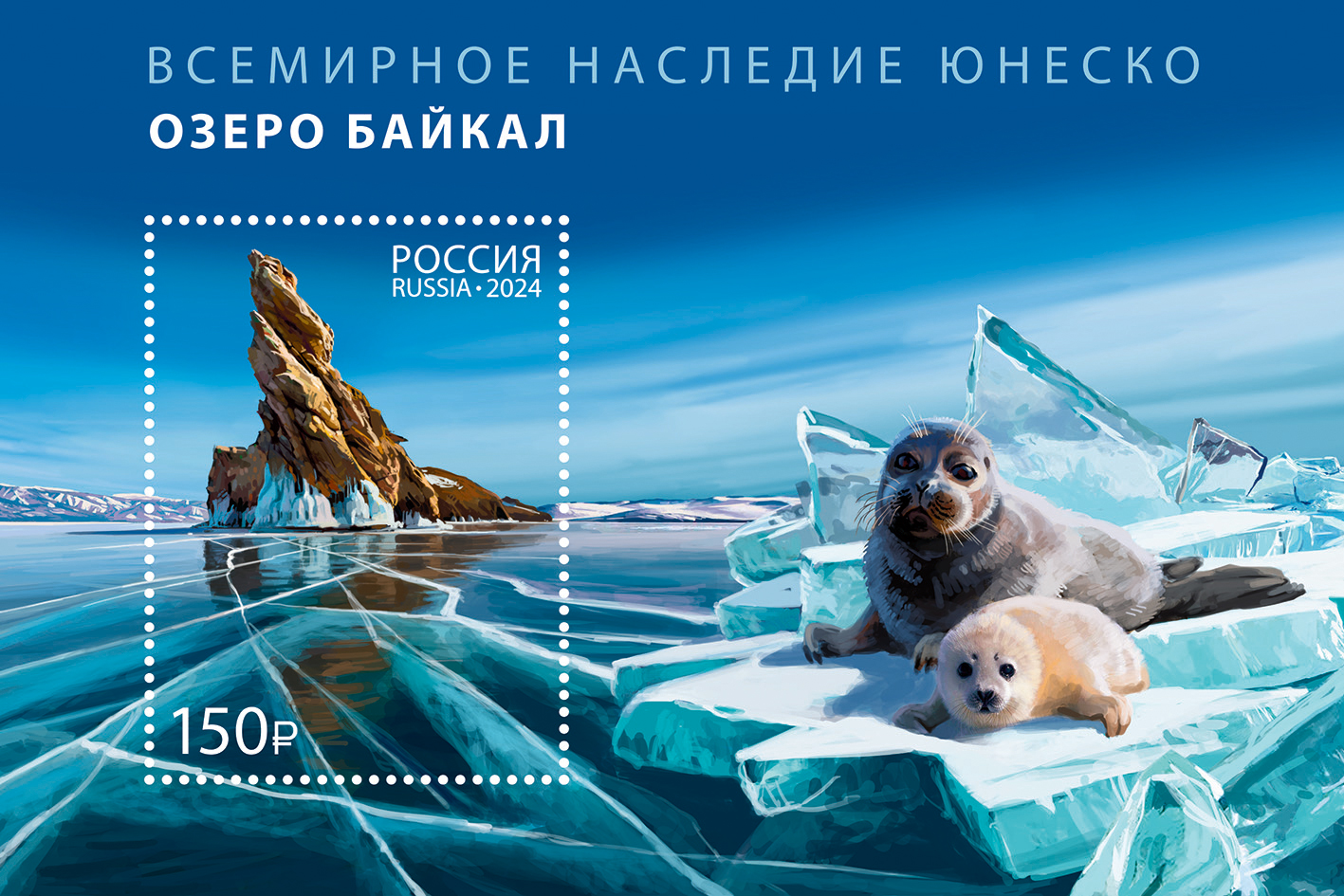
Марка Почты России, 2024 год

По учёту сотрудников Лимнологического института Сибирского отделения Академии Наук России, в настоящее время популяция нерпы составляет около 100 тыс. голов. Подсчёт ведут разными способами. Наиболее быстрый, но менее достоверный — визуально с самолёта, который совершает полёты по определённой сетке маршрутов. Учётчики смотрят в иллюминатор и отмечают каждое замеченное логовище или производят аэрофотоснимки маршрутов и по ним учитывают логовища. Затем осуществляется пересчёт количества логовищ с единицы площади на всю акваторию озера. Второй способ — закладка по Байкалу около 100 учётных площадок 1,5×1,5 км каждая. Их объезжают на мотоцикле или обходят пешком по льду и подсчитывают все логовища, которые встречаются на площадках. Затем ведётся пересчёт на всю акваторию озера. И наконец, маршрутный способ. На двух или трёх мотоциклах группа учётчиков объезжает маршруты поперёк Байкала на определённом расстоянии друг от друга, достаточном для того, чтобы видеть с мотоцикла все встречающиеся логовища. В последние годы применяется наиболее точный — площадный — учёт нерпы. Наибольший возраст нерп в Байкале, определённый сотрудником Лимнологического института В. Д. Пастуховым, составляет 56 лет для самок и 52 года для самцов.

## Промысел
Основу промысла байкальской нерпы составляет ценный мех. Жир, мясо и внутренние органы животных используются ограниченно местным населением, которое считает, что они имеют целебные свойства, однако в последнее время интерес к добыче ради мяса и жира минимален. Рассматриваются варианты рационального использования байкальской нерпы в пищевой промышленности.

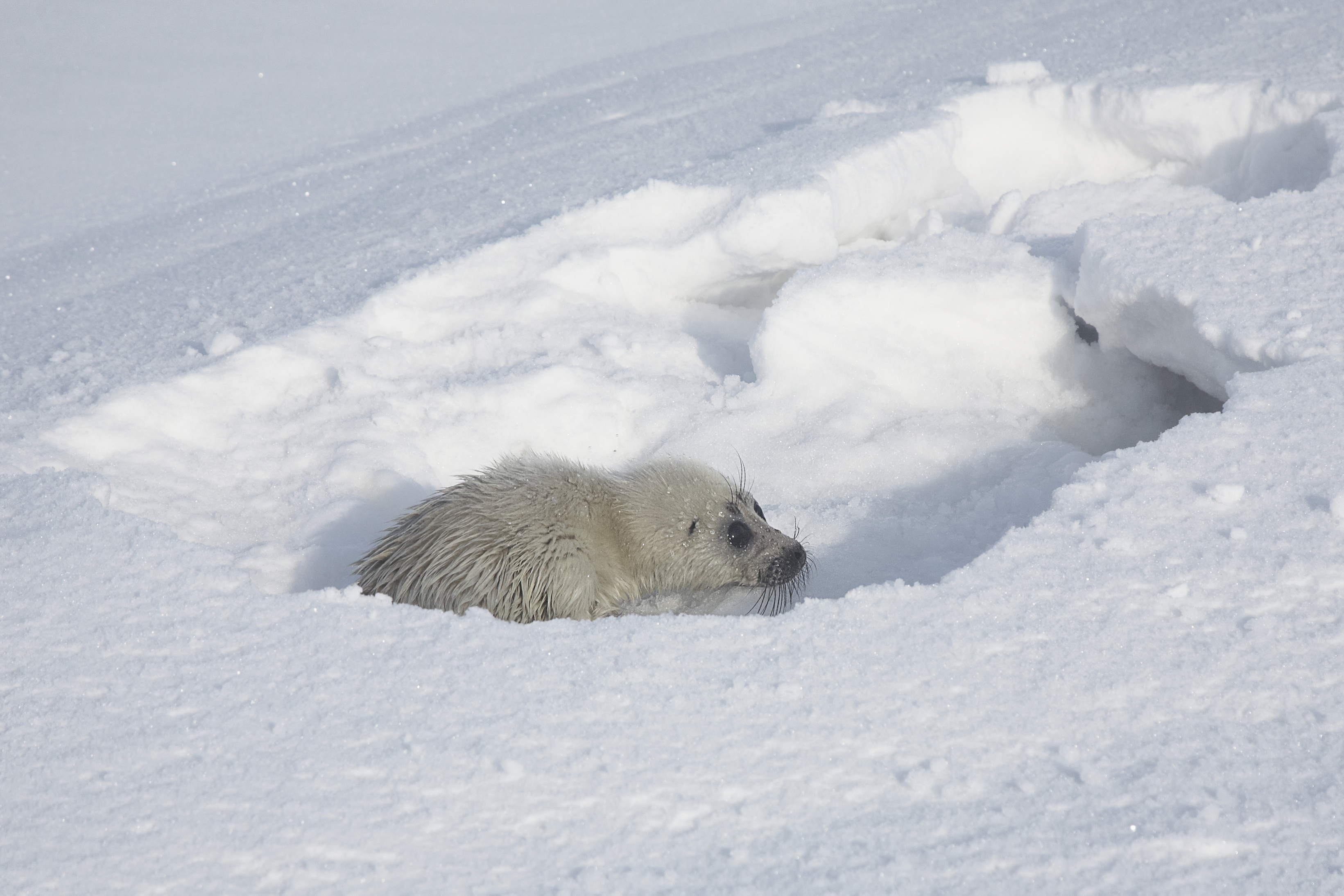
Нерпёнок-белёк

Зверобойный промысел идёт по преимуществу на детёнышей после первой линьки.
Наряду с узаконенной охотой по-прежнему происходит браконьерство. Особенно жестоко ведётся охота на детёнышей нерпы в возрасте до нескольких месяцев, несмотря на то, что это запрещено законом. Вопреки устойчивым утверждениям, байкальская нерпа до сих пор не внесена в основной (правовой) раздел Красной книги, и указана только в «перечне… животных, нуждающихся в особом внимании к их состоянию в природной среде»
До 1987 г. популяция нерпы была на высоком уровне и к указанному времени превзошла оптимальные значения. В результате этого эпизоотия чумы плотоядных у нерпы в 1987—1988 гг. смогла быстро уничтожить основную часть популяции. Было принято решение о запрещении промышленной добычи с 1980 года и о внесении вида в Красную книгу. На данный момент численность стабильно увеличивается. К примеру, общая численность популяции байкальской нерпы в 2015 г. (128,7 тыс. голов) по сравнению с 2014 г. (114,4 тыс. голов) возросла и продолжает оставаться на высоком уровне.
С 2003 года 25 мая в России отмечается День нерпёнка — детский и молодёжный экологический праздник.

## Галерея

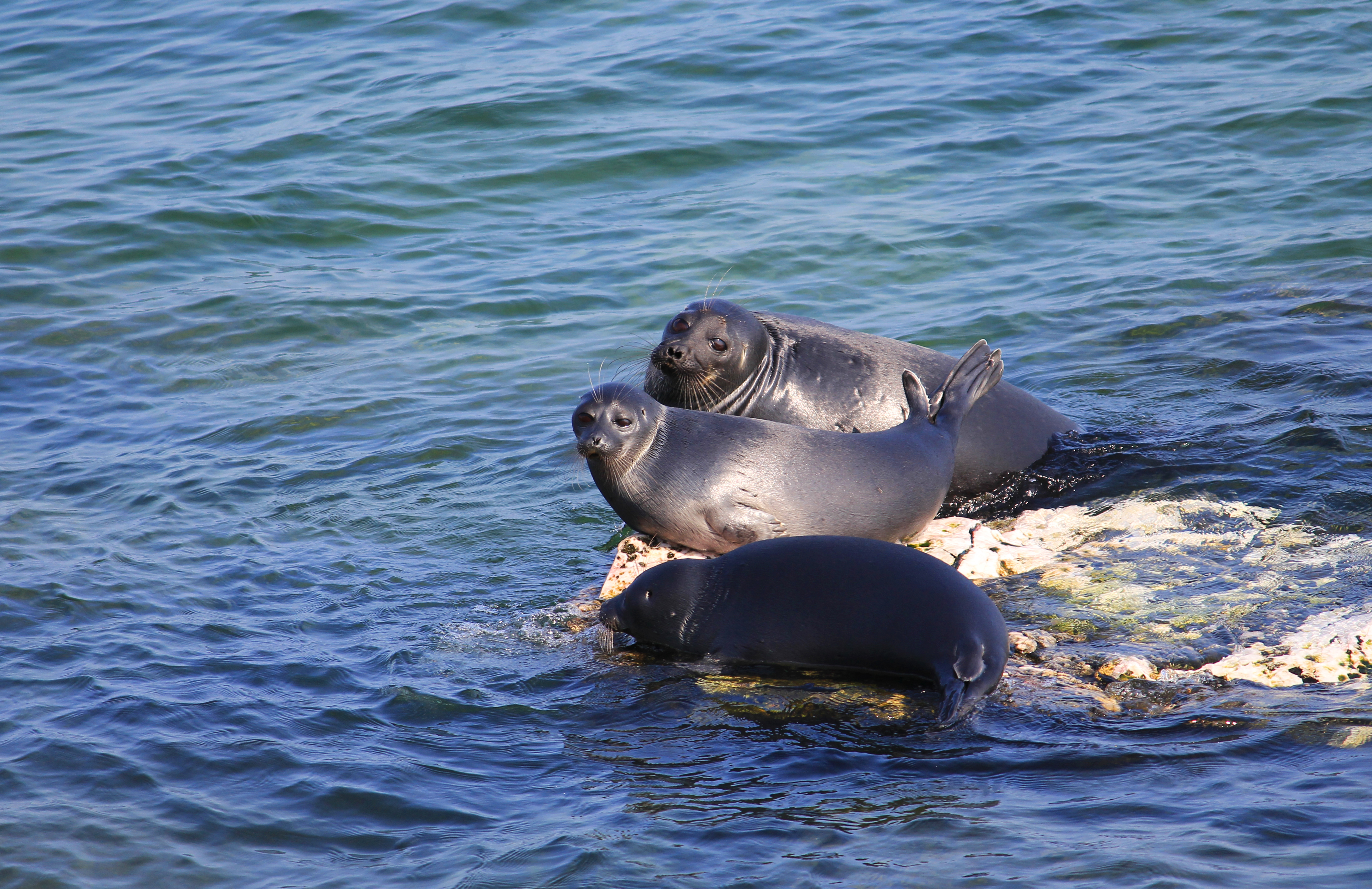
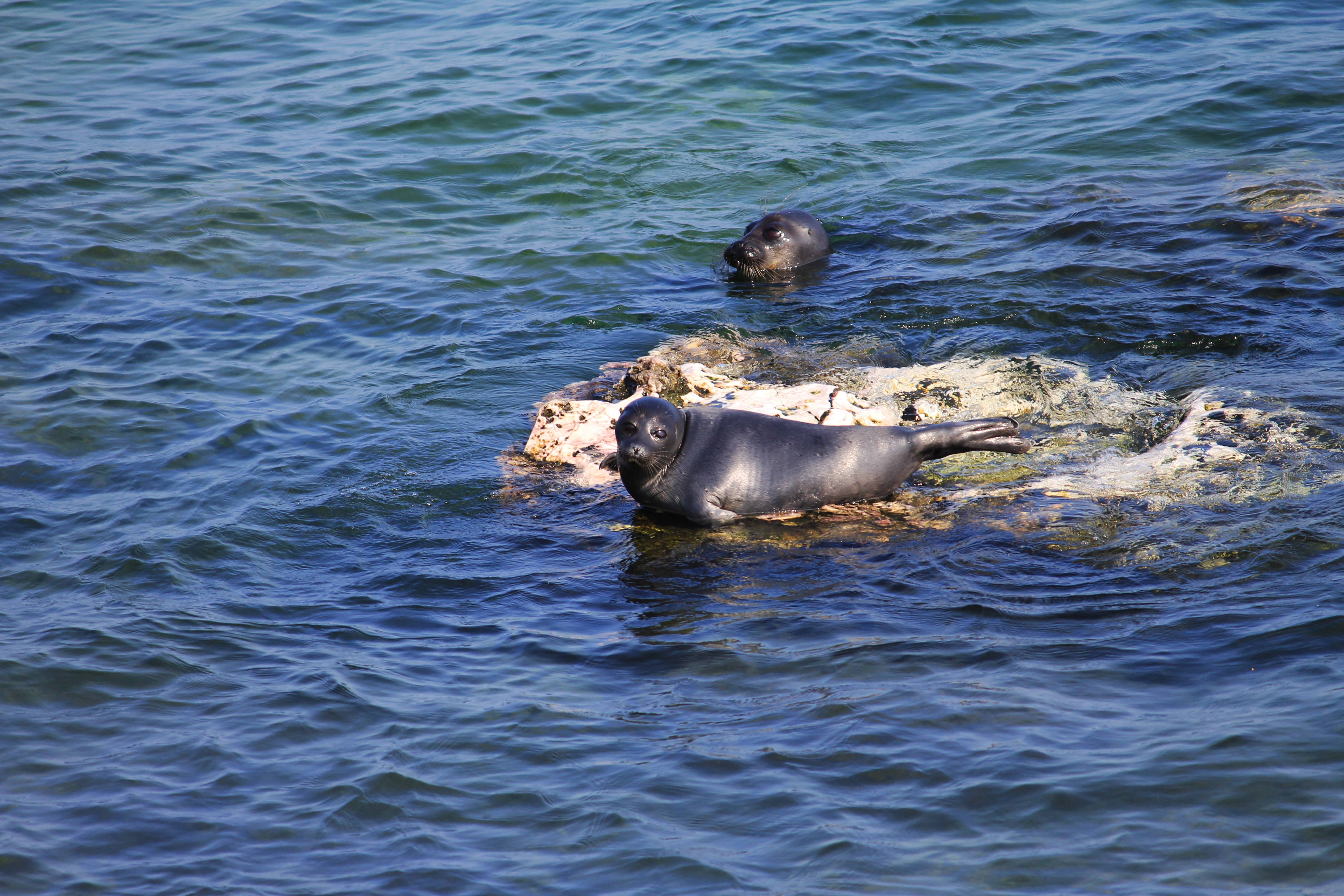
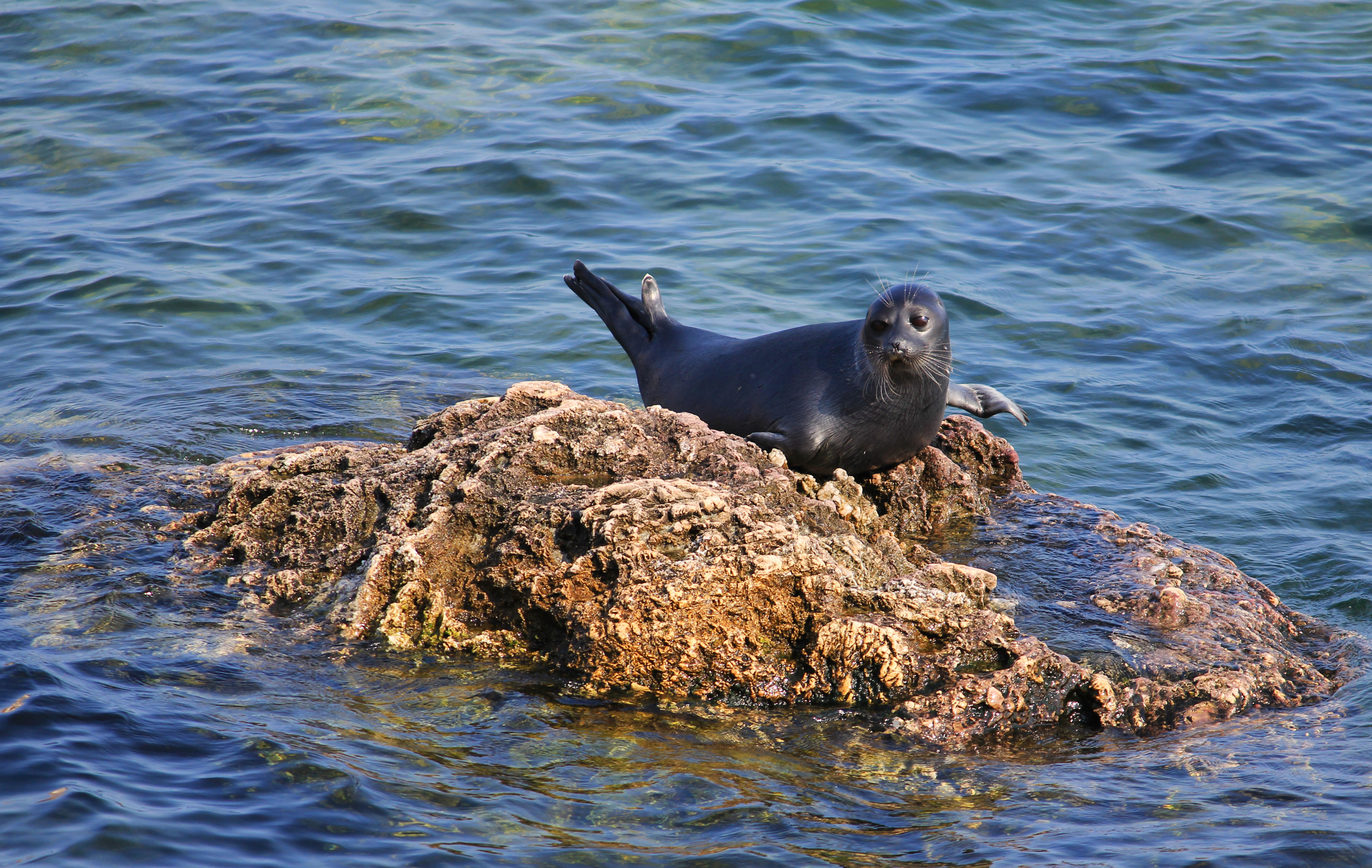
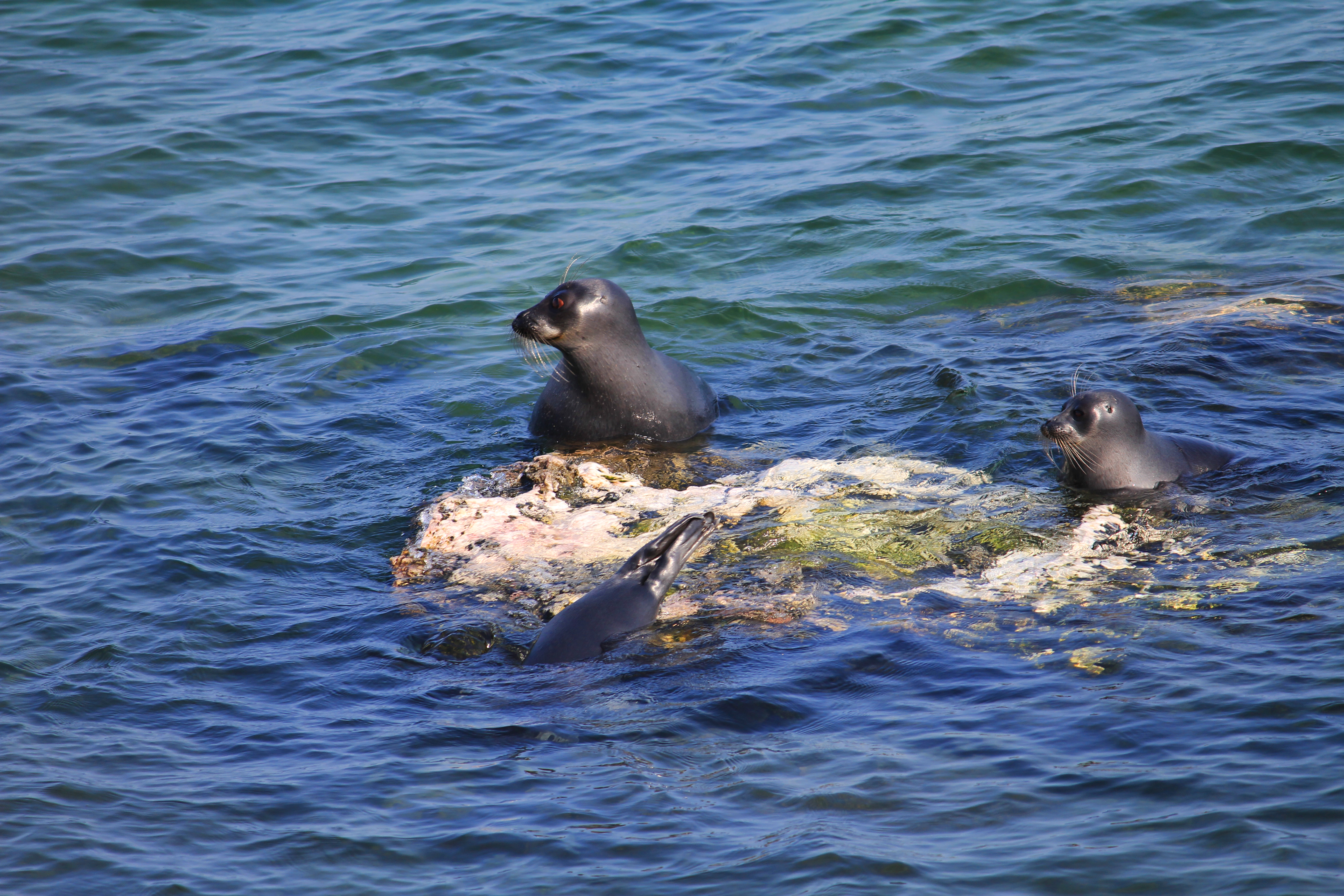
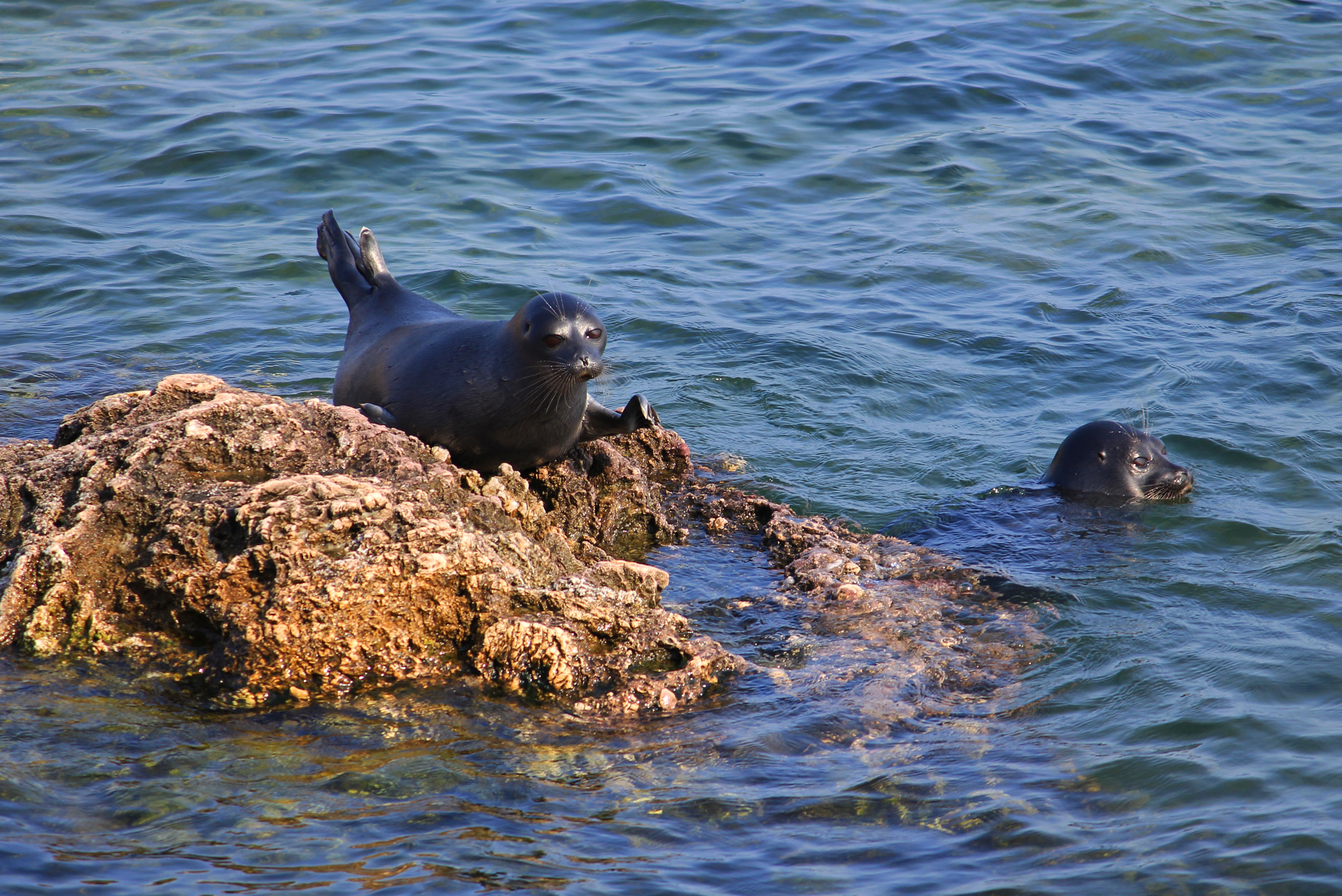
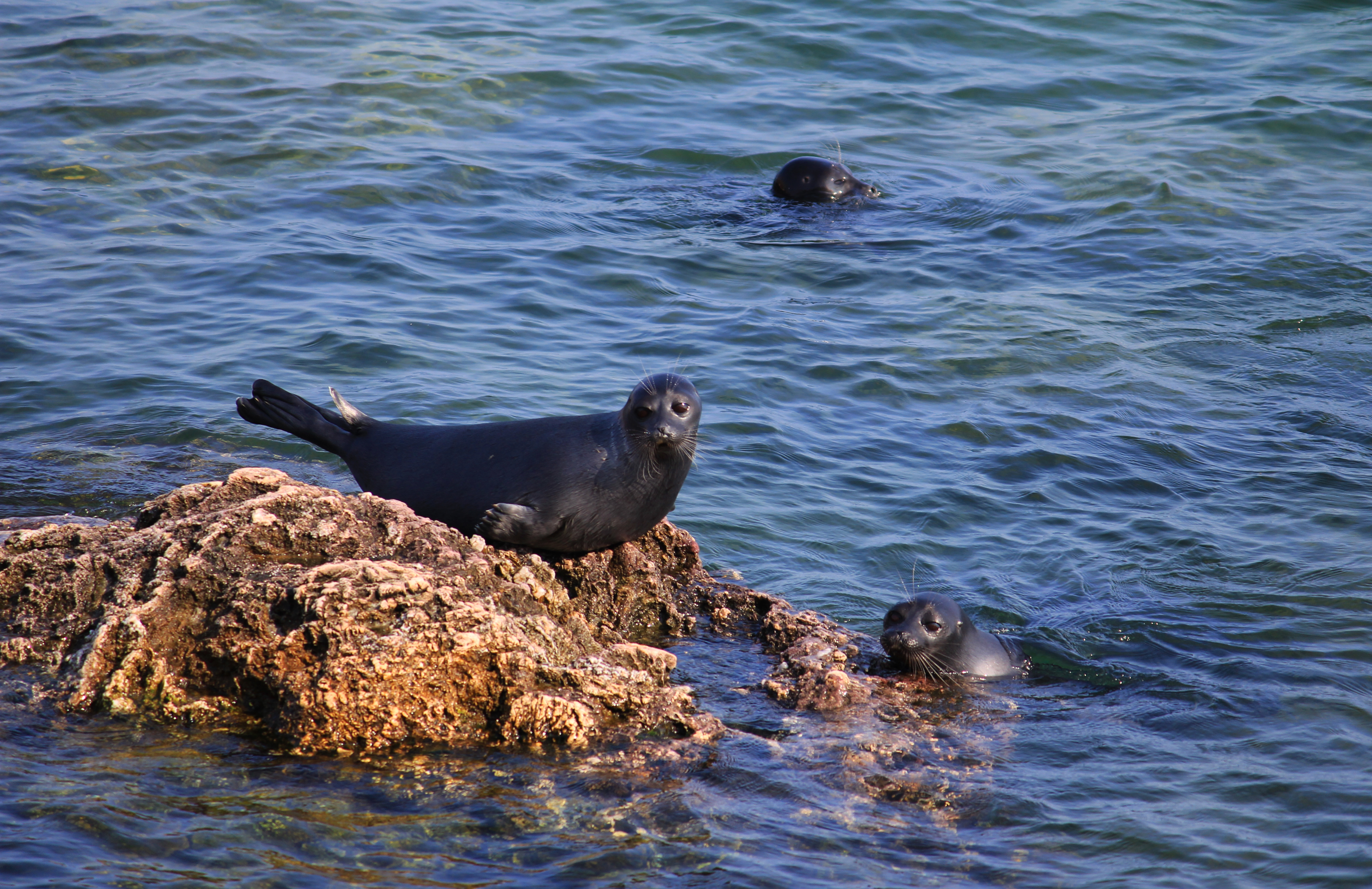
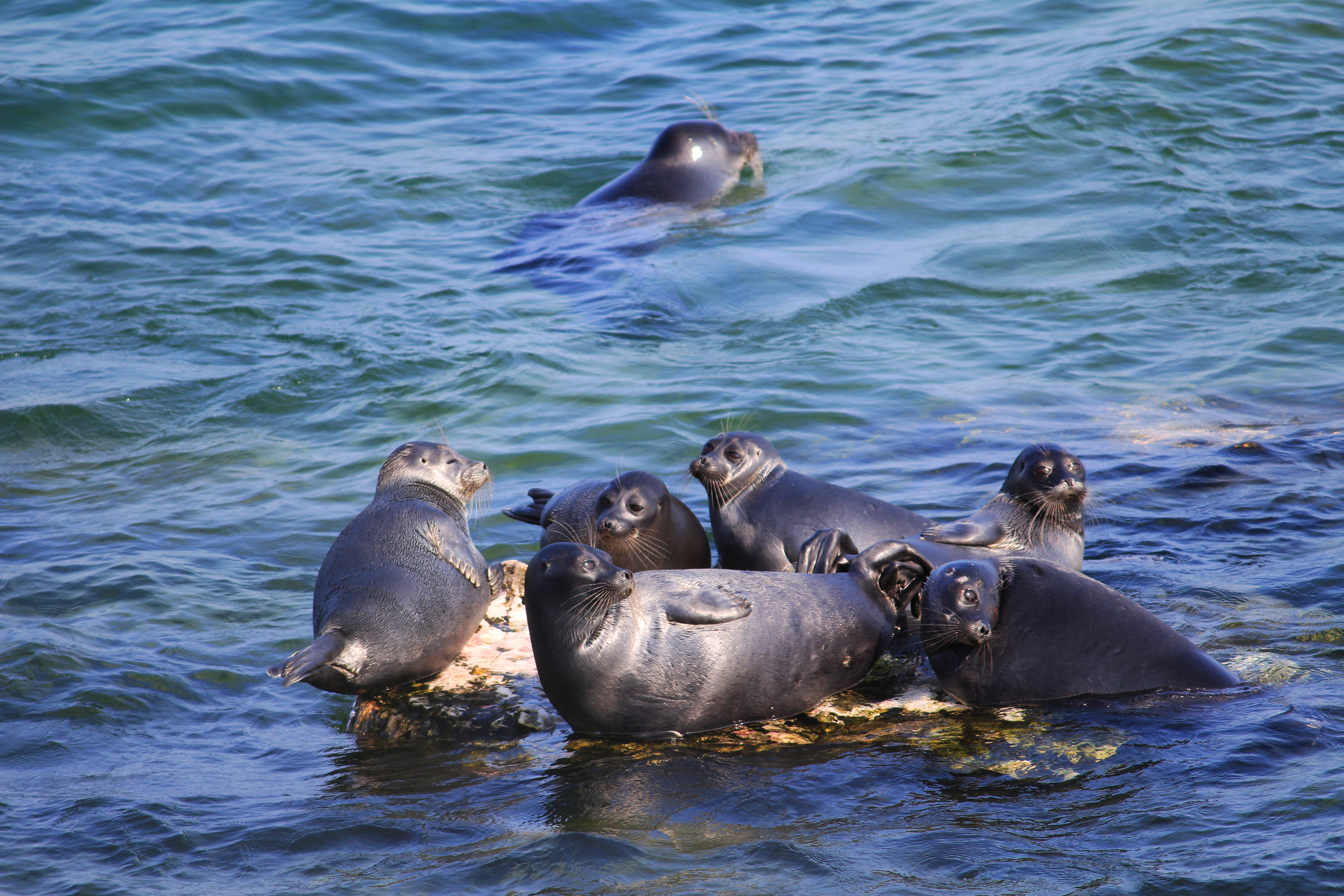
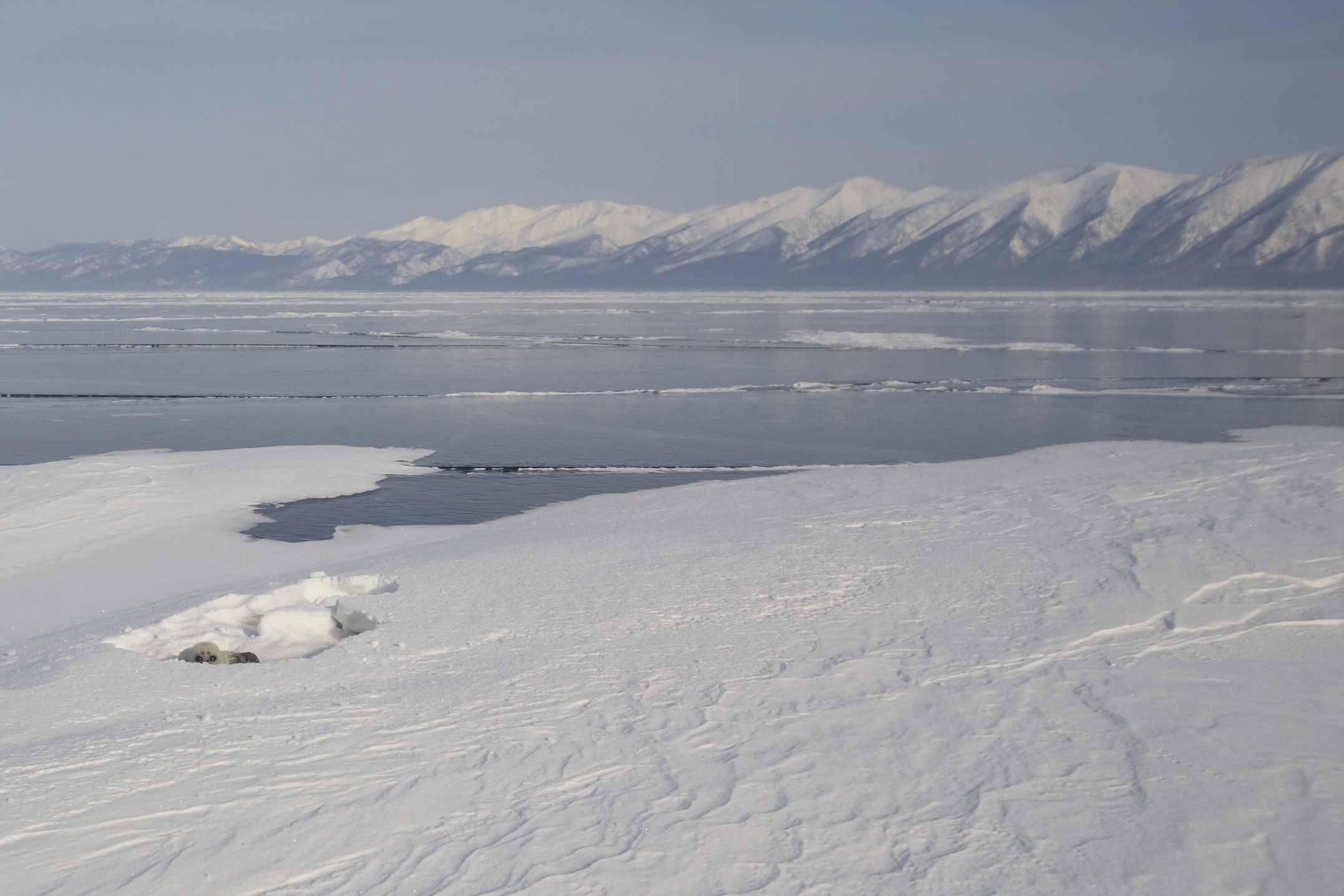
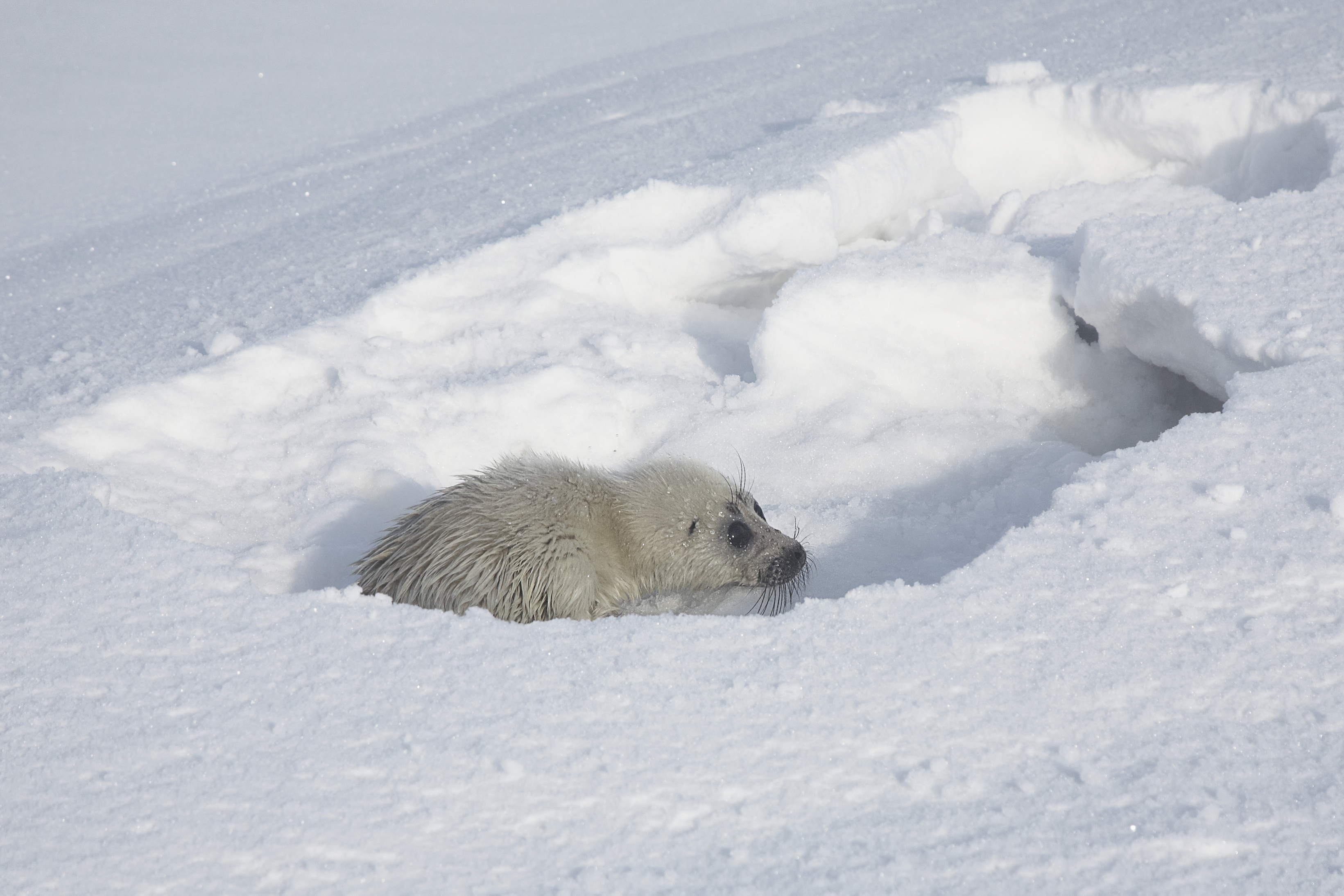